# Крымская область
Кры́мская о́бласть (укр. Кримська область) — административная единица в составе РСФСР в 1945—1954 годах и Украинской ССР в 1954—1991 годах. Административный центр — город Симферополь.

## История
Депортация крымских татар с территории Крымского полуострова произошла 18-20 мая 1944 года. 35 % населения Симферополя подверглось выселению. После депортации была упразднена и Крымская АССР. Указом Президиума Верховного Совета СССР от 30 июня 1945 года вместо автономии была создана Крымская область. 25 июня 1946 года Верховный Совет РСФСР своим законом утвердил создание Крымской области вместо автономной республики и постановил внести соответствующие изменения в российскую конституцию, причём в тексте закона указывалась мотивация упразднения автономии — как «предательство» крымских татар, так и то, что «основная масса населения Крымской АССР не оказывала противодействия этим предателям Родины».
В 1945 году вышел ещё один (после указа 1944 года, изданного, когда Крым ещё был автономной республикой) Указ Президиума Верховного Совета РСФСР «О переименовании сельских Советов и населённых пунктов Крымской области». Полуостров едва успели покинуть эшелоны с депортированными народами, и в Крыму началось масштабное переименование населённых пунктов. Новая и последняя волна переименований пришла в Крым в 1948 году, когда Крым вновь посетил Сталин.
29 октября 1948 года указом Президиума Верховного Совета РСФСР город Севастополь был выделен в самостоятельный административно-хозяйственный центр (город республиканского подчинения). С этого момента, по мнению российских исследователей, статус Севастополя стал равен статусу Крымской области, однако это мнение оспаривается украинскими исследователями (см. Правовой статус Севастополя).

«Крымская область, как известно, занимает весь Крымский полуостров и территориально примыкает к Украинской Республике, являясь как бы естественным продолжением южных степей Украины. Экономика Крымской области тесно связана с экономикой Украинской ССР. По географическим и экономическим соображениям передача Крымской области в состав братской Украинской республики является целесообразной и отвечает общим интересам Советского государства. Украинский народ издавна связал свою судьбу с русским народом. В течение многих веков они совместно боролись против общих врагов — царизма, крепостников и капиталистов, а также против иноземных захватчиков. С победой Великой Октябрьской Социалистической революции ещё более упрочилась многовековая дружба украинского и русского народа, ещё более окрепла хозяйственная и культурная связь между Крымом и Украиной»— Вступительное слово М. П. Тарасова

### Передача в состав УССР
19 февраля 1954 года Президиум Верховного Совета СССР издал указ о передаче Крымской области из состава РСФСР в состав УССР. 26 апреля того же года Верховный Совет СССР утвердил этот указ и внёс соответствующие изменения в ст. 22 и 23 Конституции СССР. В 1955 году северная часть Арабатской стрелки была передана из состава Крымской области в состав Херсонской области.
Первый секретарь Крымского обкома КПСС Павел Титов, выступивший против передачи области в состав Украинской ССР, был снят с должности и отправлен в Москву на должность заместителя министра сельского хозяйства РСФСР.

### Референдум по вопросу воссоздания Крымской АССР
20 января 1991 года в Крымской области состоялся референдум по вопросу воссоздания Крымской АССР, первый плебисцит в истории СССР. На всеобщее голосование был вынесен вопрос: «Вы за воссоздание Крымской Автономной Советской Социалистической республики как субъекта Союза ССР и участника Союзного договора?».
12 февраля 1991 года Верховным Советом Украинской ССР был принят закон о «восстановлении Крымской АССР в составе УССР», на территории области была образована Крымская АССР. Спустя 4 месяца, 19 июня, упоминание о восстановленной автономии было включено в конституцию Украинской ССР 1978 года. По результатам референдума и изменений в конституции УССР Крымская область прекратила существование..
17 марта 1991 года Всесоюзный референдум о сохранении СССР был поддержан 77 % собравшихся, его провели в 9 республиках из 15. На основании представленных протоколов городских и районных комиссий по референдуму областная (центральная) комиссия сообщала, что число граждан, которые приняли участие в голосовании, — 1 441 019 человек, что составляет 81,37 % от внесённых в списки. Число голосов, поданных за восстановление Крымской Автономной Советской Социалистической Республики как субъекта СССР и участника Союзного договора, составило 1 343 855, или 93,26 % от принявших участие.